# 2021年兵庫県知事選挙
2021年兵庫県知事選挙（2021ねんひょうごけんちじせんきょ）は、日本の兵庫県で知事を選出するため2021年7月18日に投開票が執行された選挙である。

## 概要
現職の井戸敏三（5期目）の任期満了に伴う選挙で、1947年（昭和22年）の公選制導入後は通算20回目。現職が不出馬のため、この選挙の当選者は公選制導入後7人目の兵庫県知事となる。
兵庫県では阪本勝知事の県政下で副知事を務めた金井元彦が1962年（昭和37年）の選挙で当選して以来、現職で今回の知事選への不出馬・政界引退を前年に表明した井戸まで4代続けて内務省→自治省→総務省から登用された副知事が後継指名を受ける形で知事に選出されていた。これは太平洋側から日本海側に至り、「兵庫五国」とも言われる広い県土をまとめるには国とのパイプや調整能力が重んじられてきたからとされるが、この選定経緯を巡っては兵庫県議会最大会派の自民党兵庫県議団が井戸による副知事の後継指名に反発する一部議員の離脱で分裂状態となり、党本部も県連の選挙対策委員会による前副知事の推薦申請を覆す形で離脱した議員らが擁立する前大阪府財政課長の推薦を決めて日本維新の会と共闘する方針を打ち出した。そのため、兵庫県においては1954年（昭和29年）の知事選挙以来67年ぶり、翌年の自民党結党後では初めての保守分裂選挙とされている。
東京都議会議員選挙（6月25日告示、7月4日投開票）と選挙期間が一部重なっていた。

## 選挙データ
- 選挙事由:任期満了
- 告示日:2021年7月1日
- 執行日:2021年7月18日

本選挙の執行対象となる市町には新型コロナウイルス感染症の流行によるまん延防止等重点措置の発令対象地域が含まれていたが、選挙期間中の7月11日を限りに全域で解除された。総務省によると「選挙は不要不急の外出には当たらない」が、投票所では混雑の状況により入場規制を行う場合がある。
また、第204回国会で成立した特定患者等の郵便等を用いて行う投票方法の特例に関する法律（コロナ郵便投票特例法）の施行により、選挙期間中に宿泊・自宅療養をしている新型コロナウイルス感染者を対象とする特例の郵便投票も実施される。

### 主な選挙の争点
- 新型コロナウイルス感染症への対策[5]
- 地域振興策[5]
- 井戸県政(5期)への評価[6]

### 同日選挙
- 淡路市議会議員選挙
- 猪名川町長選挙[7]
- 猪名川町議会議員補欠選挙[8]
- 上郡町長選挙
- 上郡町議会議員選挙

## 立候補者
（届出順、いずれも無所属）
| 氏名                             | 年齢 | 現元新 | 主な肩書き       | 公式サイト                                        |
| -------------------------------- | ---- | ------ | ---------------- | ------------------------------------------------- |
| 服部修 （はっとり おさむ）       | 47   | 新     | 音楽塾経営       | 市民生活を守る会 代表 服部修                      |
| 中川暢三 （なかがわ ちょうぞう） | 65   | 新     | 元加西市長       | 中川ちょうぞう（中川暢三）オフィシャルサイトchozo |
| 斎藤元彦 （さいとう もとひこ）   | 43   | 新     | 元大阪府財政課長 | さいとう元彦公式ウェブサイト｜兵庫県政に挑戦      |
| 金沢和夫 （かなざわ かずお）     | 65   | 新     | 元兵庫県副知事   | かなざわ和夫（金澤和夫）オフィシャルページ        |
| 金田峰生 （かねだ みねお）       | 55   | 新     | 元兵庫県議会議員 | 憲法県政の会 元兵庫県議 金田峰生                  |

告示に先立って6月15日に兵庫県民会館で行われた立候補予定者説明会には上記5名の他に西脇市で農業を営む男性が出席したが、告示当日に立候補の届け出は無かった。

### 立候補が取り沙汰された人物
- 泉房穂 - 明石市長
  - 立憲民主党・国民民主党の元国会議員ら、兵庫維新の会の室井邦彦代表や市民団体などから出馬の打診があったが、2021年4月6日、会見で知事選への立候補を見送る意向を示した[11][12]。その後、主な候補予定者4名に対して「医療・教育関連人事権の移譲」「政令指定都市の人口要件緩和」などの要求事項を掲げて質問状を送り「回答により支持する候補者を決める」としていたが、6月18日の記者会見では4名全員が「前向きな回答だった」として、特定の候補を推さずに中立で臨むと表明した[13]。
- 片山大介 - 日本維新の会参議院議員
- 清水貴之 - 日本維新の会参議院議員
  - 日本維新の会の県支部にあたる兵庫維新の会が擁立を模索するも、両者とも固辞した[14]。

### 党派の動き
2020年12月11日、現職の井戸敏三兵庫県知事が来年の知事選に立候補せず、2021年7月末の任期満了での退任を表明。兵庫県議会で最大会派となる自由民主党県議団は同日に会合を開き、副知事の金沢和夫に立候補を求める方針を決定。25日に金沢に立候補要請書を手渡した。しかし、2021年3月19日に自民党会派に所属する議員13人が金沢への支援方針を撤回するよう申し入れを行った。22日に会派の藤本百男幹事長は申し入れに応じない方針を伝え、24日に金沢支援に反対する県議11人が党籍を残したまま会派退団届を提出した。同24日には金沢が副知事を辞職し、立候補を表明。また、25日には自民党県議団を離脱した県議11人のグループが総務省出身の齋藤元彦大阪府財政課長に立候補を要請した。
自民党県議団では2020年1月の総務会ですでに井戸が立候補しない場合、金沢を推すことを内定しており、同8月には金沢を正式に候補者にする前提で「検討調査会」を設けたが、この頃、石川憲幸県議らが齋藤の擁立を模索。これらの経緯から12月11日の検討会では金沢・齋藤のほか、兵庫出身の別の総務省幹部の3人が候補に挙がったが一本化できず、多数決で金沢支援を決定したが、会は賛成、反対派が互いをののしり合い、怒号が飛び交うものであった。井戸は退任表明の際に、「自民党の候補者選定の議論が進んでいないようだった。『井戸はないぞ』と表明し、次のステージに進んでいただいた方がいい」と述べており、県議団が金沢への支援決定を急いだのは候補者擁立を目指す日本維新の会を警戒しての動きでもあったが、自民の一部には「結論ありきで納得していない」などの不満もくすぶっていた。
日本維新の会の県支部に当たる兵庫維新の会は井戸が退任を表明した2020年12月11日に独自候補の擁立方針を発表。この時点で前述の齋藤のほか、党所属の片山大介・清水貴之両参議院議員ら4人に候補を絞り込んでいたが、齋藤とは話が詰め切れず、片山・清水は固辞し、選定作業が難航。2021年3月に自民県議団の対立が表面化すると、これに乗ずる形で23日に松井一郎代表が齋藤支援の方針を表明。兵庫維新の会は「齋藤氏は候補者のリストにあった」としつつも別の人物の擁立準備を進めていたが、松井の方針表明を受け28日に兵庫維新の会も齋藤に立候補を要請。齋藤は31日に正式に立候補を表明した。4月6日に維新は齋藤への推薦を決定した。
一方、自民党本部は県選出の国会議員に対し、候補者を一本化するよう要請。4月7日に自民党の県議14人、神戸市議5人で構成される県連の選挙対策委員会は無記名投票を行い、13対5（1人は白票）で党本部に上申する推薦候補に金沢を選んだが、選対メンバーに含まれない県連所属の国会議員15人は同日、齋藤に一本化することで合意した。水面下では国会議員から県議に対し、『このままだと齋藤氏が維新の候補になってしまう。自民に引き戻せ』との催促もあった。県連会長を務める谷公一衆議院議員は当初、「大阪府の課長が兵庫県知事にふさわしいのか」と齋藤の支援に難色を示していたが、8日夜の県連幹部3人との電話協議や党本部の意向を踏まえ、9日には齋藤を推薦候補として党本部に上申した。一方、選対の選定を無視したとも取れる手続きに、藤本は「理解しがたく、承服できない」と反発。谷に対し抗議文を出す意向を示した。自民党本部は党総裁の菅義偉内閣総理大臣が維新と良好な関係であることや、年内に次期衆院選を控えていることから「総選挙を前に自民党の推薦候補が負けるくらいなら相乗りでもかまわない」との意向があり、4月12日に齋藤の推薦を正式決定した。16日に自民県議団は金沢を支援する方針を改めて表明し、兵庫県知事選では初となる自民の分裂選挙となることが決定的となった。藤本は記者会見で「金沢氏を一致して支援していく。（金沢氏支援を決めた）県連選対委の決定が正当であり、党に背く行為ではない」と強調した。
自民党の集票を支える経済・医療・農林水産などの56の業界団体は3月に金沢に立候補を求めたが、その後自民内の対立が表面化すると各団体に動揺が広がった。福祉団体の幹部は「大阪で財政効率化を進める維新が県政に進出すれば、助成制度などが切り捨てられる懸念があり、井戸知事の流れをくむ金沢氏からは離れない」と話す一方で、自民の地元国会議員から齋藤への支援要請が寄せられ、板挟みの状態で支援候補を決めかねる団体も出た。4月20日には50以上の団体の代表らからなる金沢の後援会が設立され、井戸も金沢を支援すると明言した。5月9日には県連会長の谷公一が金沢を独自に支援する自民県議団の動きについて「黙認する」と述べ、年内の衆院選を念頭に県連の亀裂を深めることを避けたい考えを示した。
立憲民主党・国民民主党などの議員が所属する県議会の旧民主党系会派「ひょうご県民連合」（14人）は、これまで自民・公明党と相乗りで井戸を支えてきたが、3月に自民内の対立が表面化すると「これまでは金沢副知事を軸に検討してきたが、ゼロベースになる」（石井秀武団長）と見直しを示唆。4月上旬には井坂信彦元衆議院議員・向山好一県議らが明石市長の泉房穂に立候補を打診したが、泉は4月6日に立候補しない意向を表明。これを受け石井団長は同日、齋藤を支援する方向で調整していくことを表明したが、連合兵庫はこの時点で金沢への推薦を決めており、立憲県連内のベテラン議員らも金沢を推していた。4月15日には連合本部も金沢への推薦を決め、4月24日に開かれた立憲県連の常任幹事会では代表の桜井周衆議院議員が「維新の支援を真っ先に受け、われわれの方向性と相いれない」として齋藤の支援を否定、5月23日に金沢を自主支援する方針を決定する。続いて6月12日には国民県連も金沢の自主支援を決定し、両党を合わせて県民連合所属県議の過半数が金沢を支援する形となり、早期に齋藤支援の方針を打ち出した石井団長は告示前日の6月30日に会派を離脱して「自民党兵庫」へ移籍した。
自民党や旧民主系と共に県政与党として井戸知事を支えて来た公明党は齋藤から推薦申請を受けていたが、6月14日の県本部幹事会では「自民分裂の状況下で一方の支援は困難」として自主投票とする方針を党本部に上申し、24日の中央幹事会で了承された。
この他、2020年12月23日には元加西市長の中川暢三が無所属で、2021年4月15日には元県議の金田峰生が日本共産党推薦で、同年6月18日には音楽塾経営者の服部修が政治団体「市民生活を守る会」代表として、それぞれ立候補を表明した。

## タイムライン
2020年
- 12月11日 - 現職の井戸が次期知事選挙への不出馬を表明[42]。
- 12月23日 - 中川が会見で出馬を表明[39]。

2021年
- 3月24日 - 金沢が会見で出馬を表明[43]。
- 3月31日 - 齋藤が会見で出馬を表明[44]
- 4月15日 - 金田が会見で出馬を表明[40]。
- 6月13日 - 候補予定者4名による公開討論会（神戸新聞社主催）を開催[45]。
- 6月15日 - 県選挙管理委員会が立候補予定者説明会を開催、6陣営が出席[10]。
- 6月18日 - 服部が会見で出馬を表明[41]。
- 6月19日 - オンライン討論会（日本青年会議所近畿地区兵庫ブロック協議会主催）を開催。
- 6月29日 - オンライン討論会（ひょうご市民活動協議会主催）を開催。
- 7月1日 - 告示。
- 7月18日 - 投開票。

## 選挙結果
各候補の得票率
※当日有権者数：4,529,865人 最終投票率：41.10%（前回比：+0.24pts）
| 候補者名 | 年齢 | 所属党派 | 新旧別 | 得票数    | 得票率 | 推薦・支持                   |
| -------- | ---- | -------- | ------ | --------- | ------ | ---------------------------- |
| 斎藤元彦 | 43   | 無所属   | 新     | 858,782票 | 46.90% | 自由民主党・日本維新の会推薦 |
| 金沢和夫 | 65   | 無所属   | 新     | 600,728票 | 32.81% |                              |
| 金田峰生 | 55   | 無所属   | 新     | 184,811票 | 10.09% | 日本共産党推薦               |
| 中川暢三 | 65   | 無所属   | 新     | 140,575票 | 7.68%  |                              |
| 服部修   | 47   | 無所属   | 新     | 46,019票  | 2.52%  |                              |

投開票の結果、斎藤が金沢ら4候補を下し初当選を果たした。斎藤は自民党支持層の5割弱、公明党支持層の4割、維新支持層の7割半ばから8割、無党派層の4割から支持を受けた。金沢は自民党支持層の4割弱、公明党支持層の4割、無党派層の3割台後半から支持を受けたが及ばず、朝日新聞は維新支持層の動向が勝敗を分けたと分析した。立憲民主党は金沢を支援したものの支持層を纏めきれず、金沢に投票したのは5割台後半で、支持層を斎藤に2割強、金田に1割切り崩された。共産党の支持層は6割台後半が金田に投票した。
| 市町       | 市町       | 斎藤元彦 | 斎藤元彦 | 金沢和夫 | 金沢和夫 | 金田峰生 | 金田峰生 | 中川暢三 | 中川暢三 | 服部修 | 服部修 |
| 市町       | 市町       | 得票     | %        | 得票     | %        | 得票     | %        | 得票     | %        | 得票   | %      |
| ---------- | ---------- | -------- | -------- | -------- | -------- | -------- | -------- | -------- | -------- | ------ | ------ |
| 合計       | 合計       | 858,782  | 46.90%   | 600,728  | 32.81%   | 184,811  | 10.09%   | 140,575  | 7.68%    | 46,019 | 2.51%  |
| 神戸市     | 東灘区     | 37,999   | 50.02%   | 22,210   | 29.24%   | 7,746    | 10.20%   | 6,188    | 8.15%    | 1,825  | 2.40%  |
| 神戸市     | 灘区       | 22,456   | 47.48%   | 14,878   | 31.45%   | 4,859    | 10.27%   | 4,020    | 8.50%    | 1,087  | 2.30%  |
| 神戸市     | 中央区     | 21,713   | 50.61%   | 12,492   | 29.12%   | 4,177    | 9.74%    | 3,645    | 8.50%    | 874    | 2.04%  |
| 神戸市     | 兵庫区     | 15,006   | 46.01%   | 10,125   | 31.04%   | 3,843    | 11.78%   | 2,629    | 8.06%    | 1,014  | 3.11%  |
| 神戸市     | 北区       | 33,496   | 46.51%   | 23,871   | 33.14%   | 7,474    | 10.38%   | 5,346    | 7.42%    | 1,833  | 2.55%  |
| 神戸市     | 長田区     | 12,179   | 45.84%   | 8,288    | 31.20%   | 3,497    | 13.16%   | 1,965    | 7.40%    | 637    | 2.40%  |
| 神戸市     | 須磨区     | 27,905   | 48.29%   | 17,602   | 30.46%   | 7,101    | 12.29%   | 3,937    | 6.81%    | 1,244  | 2.15%  |
| 神戸市     | 垂水区     | 35,353   | 48.04%   | 23,690   | 32.19%   | 7,394    | 10.05%   | 5,873    | 7.98%    | 1,277  | 1.74%  |
| 神戸市     | 西区       | 39,678   | 48.56%   | 25,644   | 31.38%   | 9,171    | 11.22%   | 5,500    | 6.73%    | 1,715  | 2.10%  |
| 尼崎市     | 尼崎市     | 52,692   | 46.21%   | 33,669   | 29.53%   | 14,664   | 12.86%   | 9,234    | 8.10%    | 3,762  | 3.30%  |
| 西宮市     | 西宮市     | 81,106   | 49.14%   | 47,736   | 28.92%   | 16,809   | 10.18%   | 15,006   | 9.09%    | 4,384  | 2.66%  |
| 芦屋市     | 芦屋市     | 18,328   | 50.60%   | 10,560   | 29.16%   | 3,535    | 9.76%    | 3,033    | 8.37%    | 762    | 2.10%  |
| 伊丹市     | 伊丹市     | 26,544   | 46.58%   | 18,743   | 32.89%   | 5,495    | 9.64%    | 4,487    | 7.87%    | 1,721  | 3.02%  |
| 宝塚市     | 宝塚市     | 33,409   | 48.75%   | 20,281   | 29.59%   | 7,230    | 10.55%   | 5,659    | 8.26%    | 1,952  | 2.85%  |
| 川西市     | 川西市     | 25,638   | 49.16%   | 14,870   | 28.51%   | 5,852    | 11.22%   | 4,389    | 8.42%    | 1,404  | 2.69%  |
| 三田市     | 三田市     | 19,587   | 48.87%   | 12,572   | 31.37%   | 3,971    | 9.91%    | 2,955    | 7.37%    | 994    | 2.48%  |
| 明石市     | 明石市     | 44,496   | 46.22%   | 32,223   | 33.47%   | 10,272   | 10.67%   | 6,721    | 6.98%    | 2,554  | 2.65%  |
| 加古川市   | 加古川市   | 39,450   | 46.53%   | 27,876   | 32.88%   | 8,007    | 9.44%    | 7,234    | 8.53%    | 2,217  | 2.61%  |
| 高砂市     | 高砂市     | 13,311   | 47.57%   | 9,256    | 33.08%   | 2,713    | 9.70%    | 2,012    | 7.19%    | 689    | 2.46%  |
| 西脇市     | 西脇市     | 7,854    | 50.51%   | 4,899    | 31.51%   | 1,309    | 8.42%    | 1,093    | 7.03%    | 393    | 2.53%  |
| 三木市     | 三木市     | 10,756   | 44.42%   | 9,338    | 38.56%   | 2,124    | 8.77%    | 1,536    | 6.34%    | 462    | 1.91%  |
| 小野市     | 小野市     | 7,277    | 43.44%   | 6,473    | 38.64%   | 1,379    | 8.23%    | 1,105    | 6.60%    | 518    | 3.09%  |
| 加西市     | 加西市     | 6,416    | 36.83%   | 6,135    | 35.22%   | 1,148    | 6.59%    | 3,440    | 19.75%   | 282    | 1.62%  |
| 加東市     | 加東市     | 6,140    | 41.16%   | 5,860    | 39.28%   | 1,403    | 9.41%    | 1,040    | 6.97%    | 474    | 3.18%  |
| 姫路市1    | 姫路市1    | 40,925   | 49.16%   | 26,598   | 31.95%   | 7,446    | 8.94%    | 6,261    | 7.52%    | 2,027  | 2.43%  |
| 姫路市2    | 姫路市2    | 34,500   | 48.59%   | 23,580   | 33.21%   | 5,826    | 8.21%    | 5,254    | 7.40%    | 1,842  | 2.59%  |
| 相生市     | 相生市     | 4,723    | 43.30%   | 4,325    | 39.65%   | 901      | 8.26%    | 706      | 6.47%    | 253    | 2.32%  |
| たつの市   | たつの市   | 11,760   | 41.71%   | 11,518   | 40.86%   | 2,603    | 9.23%    | 1,606    | 5.70%    | 705    | 2.50%  |
| 赤穂市     | 赤穂市     | 6,716    | 41.18%   | 6,692    | 41.03%   | 1,433    | 8.79%    | 983      | 6.03%    | 485    | 2.97%  |
| 宍粟市     | 宍粟市     | 6,349    | 38.92%   | 7,179    | 44.01%   | 1,574    | 9.65%    | 894      | 5.48%    | 316    | 1.94%  |
| 豊岡市     | 豊岡市     | 12,965   | 38.66%   | 15,696   | 46.81%   | 2,567    | 7.66%    | 1,741    | 5.19%    | 564    | 1.68%  |
| 養父市     | 養父市     | 4,384    | 37.58%   | 5,401    | 46.30%   | 1,062    | 9.10%    | 511      | 4.38%    | 308    | 2.64%  |
| 朝来市     | 朝来市     | 5,311    | 39.35%   | 5,930    | 43.94%   | 1,301    | 9.64%    | 684      | 5.07%    | 271    | 2.01%  |
| 丹波篠山市 | 丹波篠山市 | 6,463    | 38.52%   | 7,422    | 44.23%   | 1,660    | 9.89%    | 946      | 5.64%    | 288    | 1.72%  |
| 丹波市     | 丹波市     | 12,995   | 51.08%   | 7,843    | 30.83%   | 2,511    | 9.87%    | 1,578    | 6.20%    | 515    | 2.02%  |
| 洲本市     | 洲本市     | 7,600    | 49.13%   | 5,051    | 32.65%   | 1,439    | 9.30%    | 1,037    | 6.70%    | 343    | 2.22%  |
| 南あわじ市 | 南あわじ市 | 8,995    | 50.27%   | 5,866    | 32.78%   | 1,660    | 9.28%    | 978      | 5.47%    | 394    | 2.20%  |
| 淡路市     | 淡路市     | 9,871    | 45.04%   | 7,709    | 35.17%   | 2,129    | 9.71%    | 1,446    | 6.60%    | 763    | 3.48%  |
| 川辺郡     | 猪名川町   | 6,312    | 47.22%   | 3,647    | 27.29%   | 1,373    | 10.27%   | 1,535    | 11.48%   | 499    | 3.73%  |
| 加古郡     | 稲美町     | 4,818    | 44.31%   | 4,049    | 37.24%   | 1,045    | 9.61%    | 702      | 6.46%    | 260    | 2.39%  |
| 加古郡     | 播磨町     | 5,038    | 45.95%   | 3,727    | 33.99%   | 1,104    | 10.07%   | 810      | 7.39%    | 285    | 2.60%  |
| 多可郡     | 多可町     | 4,932    | 54.49%   | 2,765    | 30.55%   | 606      | 6.69%    | 534      | 5.90%    | 215    | 2.38%  |
| 神崎郡     | 市川町     | 2,456    | 41.70%   | 2,345    | 39.81%   | 476      | 8.08%    | 496      | 8.42%    | 117    | 1.99%  |
| 神崎郡     | 福崎町     | 2,961    | 41.52%   | 2,832    | 39.71%   | 624      | 8.75%    | 577      | 8.09%    | 138    | 1.93%  |
| 神崎郡     | 神河町     | 2,573    | 41.49%   | 2,732    | 44.06%   | 421      | 6.79%    | 377      | 6.08%    | 98     | 1.58%  |
| 揖保郡     | 太子町     | 5,438    | 46.17%   | 4,123    | 35.01%   | 965      | 8.19%    | 774      | 6.57%    | 478    | 4.06%  |
| 佐用郡     | 佐用町     | 2,973    | 36.89%   | 3,649    | 45.27%   | 731      | 9.07%    | 572      | 7.10%    | 135    | 1.67%  |
| 赤穂郡     | 上郡町     | 3,223    | 37.75%   | 3,512    | 41.14%   | 761      | 8.91%    | 758      | 8.88%    | 283    | 3.31%  |
| 美方郡     | 香美町     | 3,173    | 37.89%   | 3,948    | 47.15%   | 617      | 7.37%    | 431      | 5.15%    | 205    | 2.45%  |
| 美方郡     | 新温泉町   | 2,539    | 35.59%   | 3,298    | 46.22%   | 803      | 11.25%   | 337      | 4.72%    | 158    | 2.21%  |